# 土佐塔核螺
土佐塔核螺（学名：Fusiaphera tosaensis），是新腹足目核螺科Fusiaphera属的一种。主要分布于越南、台湾，常栖息在沙质海底。